# Datapoint 2200
Datapoint 2200 — програмований комп'ютерний термінал, який серійно виготовляла компанія Computer Terminal Corporation (CTC). Розроблений засновниками компанії Філом Реєм та Ґасом Рошом. Анонсований у червні 1970 року (надійшов на ринок у 1971 році). 
Автори виробу представляли Datapoint 2200 як універсальну та економну альтернативу іншим сучасним терміналам, які на рівні «заліза» могли працювати лише з єдиним типом мейнфреймів. Datapoint 2200, натомість, міг бути запрограмованим під роботу з різними центральними комп'ютерами через завантаження емуляторів терміналу із магнітної стрічки.
Невдовзі підприємливі клієнти із бізнес-сектору (зокрема з Pillsbury Foods), збагнули, що насправді такий «програмований термінал» був повноцінним самостійним комп'ютером та міг виконувати прості задачі без мейнфрейму. Згодом промисловий дизайнер Джек Фрассаніто стверджував, що Рей і Рош завжди й уявляли Datapoint 2200 як повноцінний персональний комп'ютер, однак свідомо уникали розголосу про це щоб не хвилювати інвесторів та потенційних покупців. 
Datapoint 2200 також увійшов у історію комп'ютерної техніки як прообраз архітектури мікропроцесорів x86, оскільки Intel використав його систему команд для свого першого восьмибітного процесора 8008.

## Характеристики
Термінал
- Процесор: 8-бітний, виготовлений зі стандартних компонентів ТТЛ
- Оперативна пам'ять: 2 Кб, розширювана до 16 Кб
- Дисплей: текстовий, 80×12 символів
- Накопичувач: 2 стримера, можливий 8-дюймовий дисковод

Додаткова периферія
Згодом, користувачі 2200 та наступних моделей терміналів Datapoint мали змогу також використовувати:
- модеми
- тверді диски
- принтери
- локальну мережу ARCNet